# Грин Ејкерс (Северна Дакота)
Грин Ејкерс (енгл. Green Acres) насељено је место без административног статуса у америчкој савезној држави Северна Дакота.

## Демографија
По попису из 2010. године број становника је 575.
| Група             | 2000.    | 2010.     |
| Белци             | 0 (0,0%) | 19 (3,3%) |
| Афроамериканци    | 0 (0,0%) | 1 (0,2%)  |
| Азијати           | 0 (0,0%) | 0 (0,0%)  |
| Хиспаноамериканци | 0 (0,0%) | 12 (2,1%) |
| Укупно            | 0        | 575       |